# Filth
«Filth» (с англ. — «Грязь») — дебютный студийный альбом американской экспериментальной рок группы Swans, выпущенный 27 мая 1983 году после их одноимённого дебютного мини-альбома, лишь с двумя участниками из первоначального состава — лидером группы и вокалистом Майклом Джирой и ударником Джонатаном Кейном. Хотя он не привлёк особого внимания современников, с тех пор Filth был признан опережающим своё время и значимым для тяжёлых музыкальных жанров.
В музыкальном плане — это мрачный, скрежещущий и намеренно монотонный релиз группы, определяемый двумя бас-гитаристами, которые настойчиво повторяют один и тот же аккорд. Два барабанщика, Джонатан Кейн и Роли Мосиманн, играют хаотично и угловато, время от времени смешивая перкуссию с металлическими ремнями, ударяющими по столам, и искажённая гитара Нормана Вестберга играет скрипучим образом. Вокал фронтмена Swans Майкла Джиры язвительный и прямой, охватывающий темы социального разложения, коррупции, изнасилований и злоупотребления властью.

## Предыстория
После выпуска дебютного EP Swans 1982 года фронтмен Майкл Джира и барабанщик Джонатан Кейн были единственными участниками, оставшимися в группе. В 1983 году, когда группа начала работу над своим первым полноформатным релизом, Джира жил в нищете и зарабатывал на жизнь случайной работой в строительной отрасли. Нью-Йорк был, как описал Джира, «в муках упадка»; его район в основном состоял из заброшенных зданий, и он часто слышал выстрелы по ночам. Эта мрачная обстановка оказалась жизненно важной не только для «сокрушительного» звучания раннего материала группы, но и для жанра ноу-вейв в целом. Также важным для концепции альбома Filth был жанр блюз, который помог Кейну определить «ползучий» и «жёстокий» свинг музыки. Поскольку Джира хотел более жёсткого и брутального стиля перкуссии, Кейн ушёл после записи Filth, хотя часть его стиля свинга сохранилась у второго барабанщика Роли Мосиманна.
Filth познакомил Нормана Вестберга с группой Swans, который оставался основным участником на протяжении большей части карьеры группы. Джира описал игру Вестберга как «обширный, устойчивый аккордовый звук», и добавление последнего в группу помогло укрепить её как серьёзное музыкальное предприятие; ранее группа, по словам Кейна, подпитывалась «постоянными ссорами, разглагольствованиями и всепроникающей подлостью». Filth был записан в студии Vanguard Records, месте, которое Джира описал как «крупное» и «очень известное», а Кейн назвал «красивым» с «высокими потолками и отличной акустикой». Джира играл на басу и выкрикивал в микрофон, Кейн играл на барабанах, Мосиманн играл на барабанах и иногда ударял по твёрдым поверхностям металлическим ремешком, Вестберг предоставил гитару, а другой новый участник, Гарри Кросби, также играл на басу. Обложка альбома была сделана подругой Мосиманна, ассистентом стоматолога, у которой под рукой были запасные рентгеновские снимки.

## Композиция и содержание

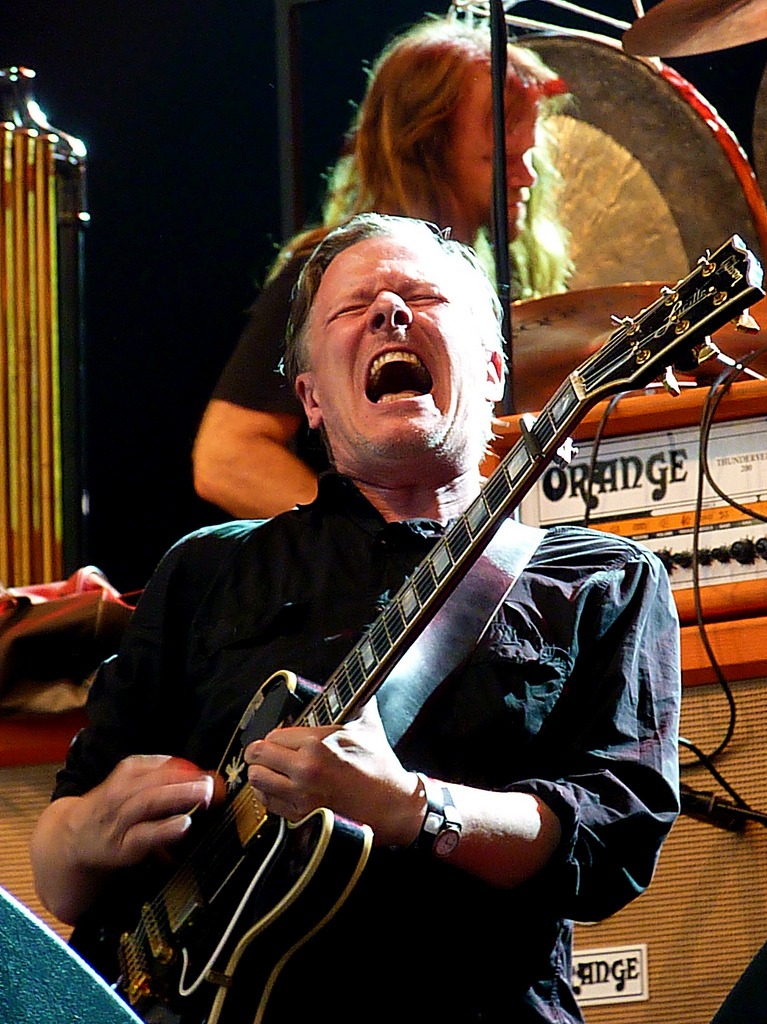
«Да, я хотел однако, чтобы Swans были „тяжелее“. Я хотел, чтобы музыка исчезла — почему, я не помню! Я думаю, что это просто было приятно». — Майкл Джира.

В музыкальном плане Filth — это тяжёлый альбом, часто отмечаемый критиками за его бескомпромиссный шум и грубое звучание; Нед Рэггетт из AllMusic описал его как «злой-вне-всякого-гнева», а Саша Геффен из Consequence of Sound назвал его «самой уродливой, самой жестокой музыкой из всех возможных». Звучание Filth определяется необычным составом группы: два басиста, два барабанщика (оба из которых имеют доступ к различным ударным инструментам), и один гитарист, и всё это в сопровождении серии запрограммированных лупов. Хотя и основанный в тогдашнем умирающем жанре ноу-вейв, Кори Гроу из Rolling Stone признал Filth «первобытным арт-роком в его наиболее ядовитом виде» и предвосхитил индустриальную музыку, сладж-метал и нойз-рок; Крис Чантлер из Metal Hammer также признал Filth и другие ранние материалы Swans неотъемлемой частью развития сладж-метала. Джин Армстронг из Arizona Daily Star описал альбом как «индустриальный бренд погребального рока». Некоторые журналы критиковали альбом за то, что он, как выразились в Trouser Press, «убожество без катарсиса», но многие видели эту неумолимую природу очаровательной и уникальной. Filth представляет свою музыку в виде стен шума или «звуковых плит»; Джира придумывала простые басовые аккорды и просто «хлопал» ими несколько раз без особых изменений, затем вокруг этого создавались лязгающие ритмы как традиционных барабанов, так и более необычных инструментов (например, металлических столов), что приводило к «рёву», вызванному подавляющим звуком, а не заданным ритмом.
Тексты песен Filth и последующих альбомов группы посвящены «насилию, экстремальному сексу, власти, ярости и границам человеческой порочности», по словам Тома Юрека из AllMusic. Слова, часто произносимые в виде криков или человеконенавистнических воплей, фокусируются как на социальном, так и на личном разложении прямо мрачным образом. Джира описал свой вокал как «кричащий/свидетельствующий», а Джейк Коул из Spectrum Culture назвал его «замкнутым в бесконечном цикле провокаций, наполненных бесконечными намёками на насилие, гниль и изнасилования». В своём положительном отзыве об альбоме Роберт Кристгау сардонически написал, что «тексты песен доступны простофилям по запросу». Несмотря на мрачный, подавляющий характер музыки, некоторые критики иногда называли альбом танцевальным. Джира в ретроспективе признал группы The Stooges и Throbbing Gristle в качестве основных источников вдохновения для альбома.
Альбом по продолжительности относительно короткий, длится всего тридцать семь минут. Он начинается с композиции «Stay Here», которая мгновенно передаёт искажённую агрессию альбома с хаотичным, противоречивым барабанным боем, раскачивающимися басами и визжащей гитарой. Джира неоднократно выкрикивает команды, такие как «be strong», «resist temptation» и «flex your muscles», иногда вставляя более загадочный приказ, например «stick your hand in your eye». Как и бо́льшая часть альбома, «Stay Here» основана на точном повторении; Эндрю Ханна из The Line of Best Fit описал это, написав, «песня никуда не ведёт, но она совершенно захватывающая». Джейсон Хеллер из Pitchfork назвал «Stay Here» угловатым, разрозненным, разрушающим кости и развитым индустриально. Второй трек альбома, «Big Strong Boss», «натыкается» на необычный, прерывистый ритм, и гитара Вестберга становится более чёткой. Ханна назвала песню «вызывающе сексуальной» и «неумолимой в своём грубом подходе», а Джозеф Роуэн из Drowned in Sound сравнил её с ранними Killing Joke.
По словам Коула, «Blackout», третий трек в альбоме, — это медленная, сокрушительная песня, в которой гитарные струны «настолько ослаблены, чтобы понизить высоту тона, что они приобретают вид резинки, когда их щиплют». Джира выкрикивает название песни, и ритмы оказываются «странно танцевальными». Четвёртая песня, «Power for Power», является самой длинной в альбоме — шесть минут. Геффен выделил его как важный трек и описал его ритм как глубокий и покачивающийся. Тексты песен, как правило, душераздирающие, с такими строками, как «use power for power», «use money for cruelty» и «use hate for freedom», а Джефф Терич из Treblezine назвал её «самой ужасающей песней, под которую вы можете танцевать». Гитара несёт в себе редкую, хотя и напряжённую мелодию. Пятый трек альбома, «Freak», представляет собой минутную шумовую интерлюдию, сосредоточенную на какофонических лупах. Некоторые критики называли его близким к трэш-металу и даже грайндкору.
Шестая песня на Filth, «Right Wrong», как и предполагает её название, запутана и противоречива. Хеллер назвал это исследованием разрозненной враждебности, и Терич узнал какой-то размашистый стиль грува Кейна. «Thank You», седьмой трек, «пульсирует классическим готик-рок-ритмом в стиле Bauhaus», и ритм представляет собой циклически повторяющихся ударов. Восьмая и предпоследняя песня альбома, «Weakling», является ещё одним ошеломляющим перетягиванием каната между басами и барабанами. Хеллер написал, что песня «не унижает покорную; это не фашистская музыка, как могут указывать её неумолимые текстуры, а глубокая инверсия власти». Альбом Filth завершается медленной, агрессивной песней «Gang» с многочисленными стартами и остановками. Коул писал, что он «извергается из самой пасти ада, когда лязгающие инструменты медленно падают с холма, и Джира как Харон, который направляет эти проклятые души, приказывая своим последователям атаковать нападавшего».

### Body to Body, Job to Job
В 1991 году на собственном лейбле Swans, Young God Records, был выпущен сборник под названием Body to Body, Job to Job. Этот релиз состоял из неизданных концертных и студийных записей сделанных в промежутке 1982 и 1985 годами, включая некоторые треки, сделанные и во время сессий Filth. Несколько песен представляют собой простые экспериментальные лупы, которые в противном случае не использовались и были оставлены без внимания. Однако большая часть этого релиза была посвящена второму альбому Swans, Cop 1984 года.

## Выпуск
Filth был выпущен в мае 1983 года на лейбле Neutral Records и Zensor в Европе, где была бо́льшая часть аудитории группы. Первоначально альбом был доступен только на виниле, но в 1990 году он был переиздан на CD вместе с дебютным EP группы. Neutral Records снова переиздала альбом в 2012 году, но Джир подтвердил, что это бутлег. Альбом был переиздан в 2015 году в ремастированном состоянии с двумя дополнительными дисками бонусного материала, включая ранее выпущенный сборник Body to Body, Job to Job. Эта версия была продана как «окончательный, всеобъемлющий документ о группе за период 1982—1985 годов».

## Приём критиков
| Оценки критиков      | Оценки критиков |
| Источник             | Оценка          |
| -------------------- | --------------- |
| AllMusic             | [ 1 ]           |
| Consequence of Sound | B+              |
| Drowned in Sound     | 8/10            |
| The Line of Best Fit | 9/10            |
| Pitchfork            | 8.1/10          |
| Punknews.org         | [ 9 ]           |
| Spectrum Culture     | 3.75/5          |
| The Village Voice    | B+              |

После выпуска Filth не получила особого внимания критиков. Роберт Кристгау из The Village Voice положительно отозвался об альбоме в 1984 году, написав: «он не только не для всех, он почти ни для кого. Я думаю, что это круто». После этого ретроспективные обзоры альбома были положительными. Эндрю Ханна из The Line of Best Fit назвал альбом «блестящим произведением искусства» и похвалил, как, несмотря на то, что он был выпущен в 1983 году, он всё ещё звучал «бескомпромиссно и крайне жизненно» в 2014 году (мнение, которое повторил Алекс Биз из Asbury Park Press). Джейсон Хеллер из Pitchfork оценил брутальность альбома и отметил, как это эффективно установило, какими станут Swans, а Джозеф Роуэн из Drowned in Sound выделил альбом как почти идеальную форму интенсивной, сердитой музыки, обременённой недостатком утомления; в более посредственном обзоре, Нед Рэггетт из AllMusic согласился с тем, что альбом становится утомительным в последние моменты, но сказал: «в небольших дозах, однако, это здорово, и ранние Swans, на самом деле, будто что-то другое на планете до и после». Джейк Коул из Spectrum Culture написал: «музыка, представленная в этой коллекции, часто звучит как упреждающая пародия на самые экстремальные моменты группы, а не на первые их примеры, но, когда она соединяет, внутреннее воздействие этой грозной группы очевидно с самого начала». Скотт Мервис из Pittsburgh Post-Gazette сказал, что по сравнению с Filth «большинство панк и метал-музыки кажутся усладой для ушей». В 2012 году Аарон Ларивьер из Stereogum, хотя и по-прежнему положительно отзывается об альбоме, назвал Filth вторым худшим альбомом Swans, написав: «повторные прослушивания показывают, что группа полностью контролирует шум, который они создают, но это не столько песни, сколько чистое выражение художественного замысла». В 2014 году Джон Калверт из Fact написал: «веха в экстремальной музыке — звук более тяжёлый, более порочный и более злобно звучащий, чем любая метал-группа, созданная к 1983 году, — с помощью альбома Filth Swans сделали несколько гигантских шагов вперёд в рок-форме». Спустя время Джира, Вестберг и Кейн выразили давние сомнения по поводу альбома.

## Список композиций
Все тексты написаны Майклом Джирой, вся музыка написана Swans (Джира, Джонатан Кейн, Роли Мосиманн, Норман Вестберг и Гарри Кросби).
| №                   | Название            | Длительность |
| ------------------- | ------------------- | ------------ |
| 1.                  | «Stay Here»         | 5:44         |
| 2.                  | «Big Strong Boss»   | 3:07         |
| 3.                  | «Blackout»          | 3:49         |
| 4.                  | «Power for Power»   | 6:03         |
| Общая длительность: | Общая длительность: | 18:43        |

| №                   | Название            | Длительность |
| ------------------- | ------------------- | ------------ |
| 1.                  | «Freak»             | 1:15         |
| 2.                  | «Right Wrong»       | 4:48         |
| 3.                  | «Thank You»         | 3:56         |
| 4.                  | «Weakling»          | 5:30         |
| 5.                  | «Gang»              | 3:20         |
| Общая длительность: | Общая длительность: | 37:32        |

| №                   | Название | Длительность |
| ------------------- | --- | ------------ |
| 10.                 | «Live at The Kitchen NYC 1982/3 - "1. Strip/Burn" - "2. Heatsheet" - "3. Blackout" - "4. Clay Man" - "5. Stay Here" - "6. Weakling» | 24:18        |
| Общая длительность: | Общая длительность: | 61:50        |

| №                   | Название                             | Длительность |
| ------------------- | ------------------------------------ | ------------ |
| 1.                  | «I'll Cry for You»                   | 5:41         |
| 2.                  | «Red Sheet»                          | 3:11         |
| 3.                  | «Loop 33»                            | 0:59         |
| 4.                  | «Your Game»                          | 3:57         |
| 5.                  | «Seal it Over»                       | 3:48         |
| 6.                  | «Whore»                              | 3:56         |
| 7.                  | «We'll Hang for That»                | 3:55         |
| 8.                  | «Half Life»                          | 3:57         |
| 9.                  | «Loop 21»                            | 1:26         |
| 10.                 | «Get Out»                            | 3:31         |
| 11.                 | «Job»                                | 5:40         |
| 12.                 | «Loop 1»                             | 1:01         |
| 13.                 | «Mother, My Body Disgusts Me»        | 4:43         |
| 14.                 | «Cop»                                | 5:56         |
| 15.                 | «Only I Can Hear, Only I Can Touch»  | 2:41         |
| 16.                 | «Thug»                               | 9:44         |
| 17.                 | «Raping a Slave» (Live Berlin, 1984) | 9:02         |
| Общая длительность: | Общая длительность:                  | 73:08        |

| №                   | Название                                         | Длительность |
| ------------------- | ------------------------------------------------ | ------------ |
| 1.                  | «Laugh»                                          | 4:09         |
| 2.                  | «Speak»                                          | 4:28         |
| 3.                  | «Take Advantage»                                 | 4:35         |
| 4.                  | «Sensitive Skin»                                 | 6:17         |
| 5.                  | «Living Arms» (Live at CBGB NYC 1982/83)         | 3:26         |
| 6.                  | «Howling Red Sheet» (Live at CBGB NYC 1982/83)   | 3:40         |
| 7.                  | «Big Strong Boss» (Live at CBGB NYC 1982/83)     | 2:46         |
| 8.                  | «Clay Man» (Live at CBGB NYC 1982/83)            | 4:56         |
| 9.                  | «We'll Hang for That» (Live at CBGB NYC 1982/83) | 4:38         |
| 10.                 | «This Is Mine» (Live at Heaven London 1984)      | 7:02         |
| 11.                 | «Why Hide» (Live at Heaven London 1984)          | 8:36         |
| 12.                 | «I Crawled» (Live at Heaven London 1984)         | 7:06         |
| Общая длительность: | Общая длительность:                              | 61:39        |

## Участники записи
Данные указаны согласно буклету альбома.
- Майкл Джира — бас-гитара, вокал, звукозапись
- Норман Вестберг — гитара
- Гарри Кросби — бас-гитара
- Джонатан Кейн — ударные, перкуссия
- Роли Мозиманн — ударные, перкуссия, звукозапись

## Позиции в чартах
| Чарты (2014 г.)           | Позиция в чарте |
| ------------------------- | --------------- |
| US Billboard Vinyl Albums | 12              |